# 좀비

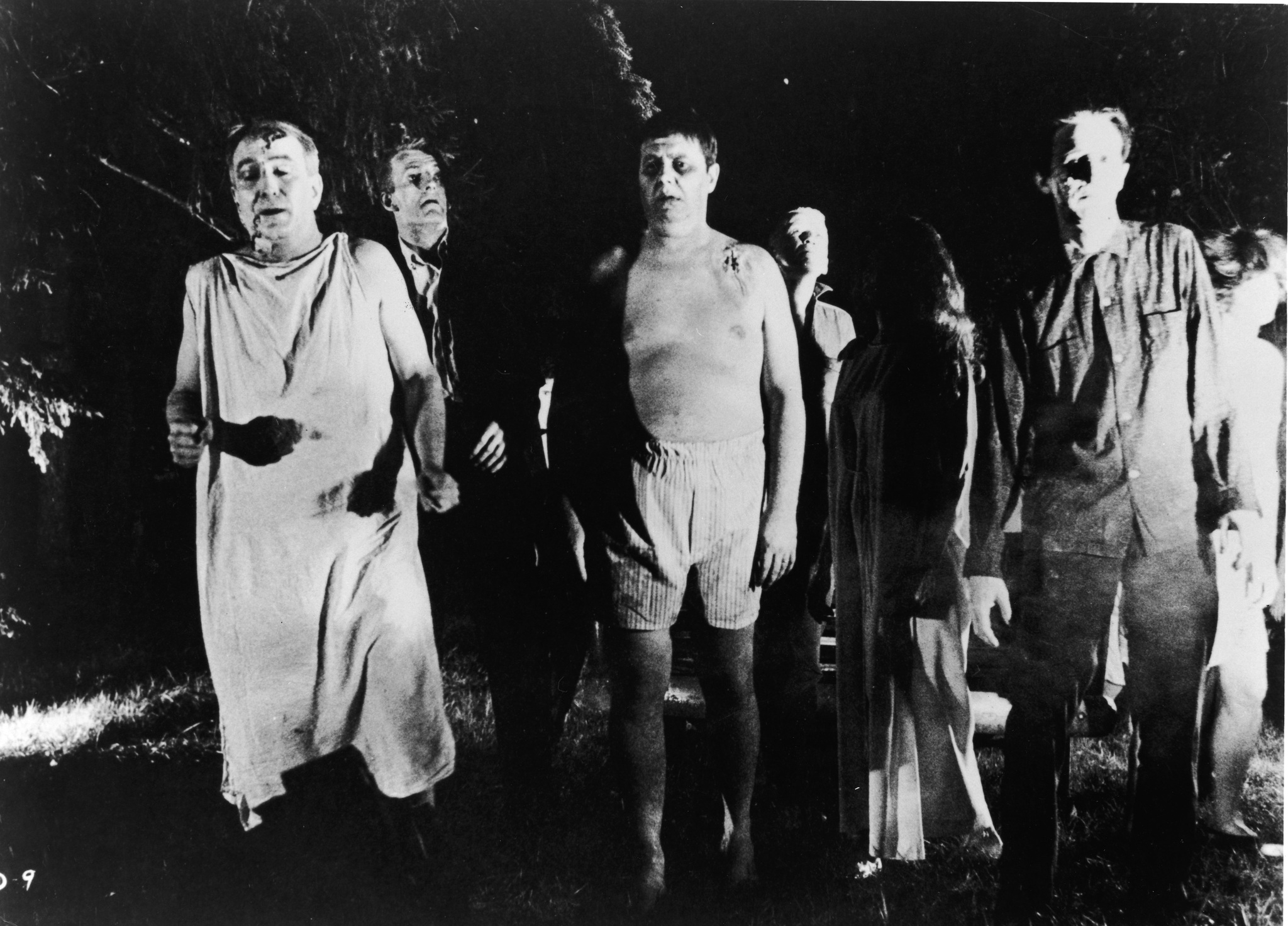
좀비

좀비(영어: zombi, zombie)는 살아 있는 시체를 말한다. 아이티를 비롯한 서인도 제도의 여러 나라가 믿는 부두교에서 유래했다.
좀비의 영어 낱말 zombie는 시인 로버트 사우디에 의해 브라질의 역사에서 "zombi"라는 형태로 1819년 처음 기록되었다.

## 아포칼립스
좀비 아포칼립스는 좀비의 출현에 의한 범국가적 비상사태다. 좀비가 출현해도 군사경찰에 의해 제압될 가능성이 높다.
물론 좀비라는 것이 영화상에서나 괴물이지 실존 좀비는 위협적이지 않다. 바이러스의 가능성은 충분하지만 자연적 생성확률은 적다.
혹시 아포칼립스가 되어도 국제 연합군이나 지원군의 도움으로 진압될 것이다. 게다가 좀비는 시체라서 신진대사가 활발하지 않아 쉽게 지치고, 부패된 잇몸 때문에 제대로 물지 못한다.

## 좀비의 정의
부두교에 따르면 좀비는 부두교의 사제 보커(bokor)가 인간에게서 영혼을 뽑아낸 존재이다. 보커에게 영혼을 붙잡힌 사람은 지성을 잃은 좀비가 되어 보커의 명령에 복종해야만 하며, 보커는 간혹 이 좀비들을 노동자로서 착취하거나 팔아버리기도 한다. 가끔씩 좀비가 정신을 차리는 경우가 있는데, 부두교는 이러한 현상을 '본제(아이티어: bondye, 착한 신)가 영혼을 되돌려 준 것'이라고 해석한다.
하버드 대학의 민속식물학자 웨이드 데이비스는 자신의 저서 더 서펜트 앤 더 레인보우(The Serpent and the Rainbow)에서 좀비화 과정을 과학적으로 연구했다. 데이비스의 주장에 따르면 보커는 약물 두 종류를 이용해 멀쩡히 살아있는 사람을 가사 상태로 만들어 좀비로 부릴 수 있었다. 아이티에서는 이런 식으로 만들어진 좀비들이 농장주들에게 노동자로 팔려나가는 범죄가 지금도 성행하고 있다고 한다.
대중 매체에서 비추어지는 좀비는 알 수 없는 원인으로 인해 다시 부활한 시체를 일컫는 단어이다. 호러 및 판타지 작품에 주로 등장하며 부패한 시체가 걸어다니는 모습으로 묘사되는 경우가 잦다.
어원적으로 좀비는 콩고 단어 은잠비(콩고어: Nzambi, 신)에서 유래한 것으로 추측되며, 이 단어는 또한 부두교의 뱀 로아인 담발라 웨도의 또다른 이름이기도 하다.
비슷한 것으로는 구울이 있다.

## 좀비 파우더
좀비를 만드는 데 좀비 파우더라는 것이 사용되었다. 이것의 주성분은 복어의 독 성분인 테트로도톡신으로, 이 독소를 상처부위로부터 침투시킴으로써 가사(假死)상태로 만들었다. 독소를 희석하는 정도에 따라 약과 시술에 의한 소생이 가능했고. 독이 다량으로 투입되면 죽음에 이른다. 가사상태로 있으면, 산소결핍에 의해 뇌(전두엽)에 손상을 남기게 되고, 자발적 생각이 없는 인간, 즉 좀비를 만들어내는 것이 가능하다. 이리하여 말 그대로 좀비는 노예로서 농사일에 사역을 당하는 일이 계속되었다.
죽은 자를 되살린다는 것보다 환각제의 종류를 준비해 살아있는 인간의 기억과 의지를 빼앗아 노동을 시키려 만든 기술이란 설도 있다. 그 외에도 마취제 종류 등을 준비해, 가사상태를 만들어 사망한 것처럼 보이게 하였고 급기야 마취가 깬 사람이 마치 살아난 듯이 보인 것이라는 설도 있다.

## 전통적인 시술
이 시술은 부두의 사제(신부역할)로 있는 보커에 의해 행해진다. 보커는 의뢰인으로부터 사람을 의뢰받아 조달하는 일을 생업으로 하고 있는 자다. 보커는 사체가 썩기 전에 무덤에서 파내어, 몇 번이고 시체의 이름을 불러댄다. 얼마 안 지나 시체가 무덤에서 일어섰을 때 양손을 묶어 농가 등에 노예로 팔아넘겨진다. 혼은 항아리 속에 담기고, 이후 좀비는 오랜 세월을 노예로 살게 된다.
죽은 자의 가족은 죽은 사람을 좀비로 만들지 않으려고 매장 후 36시간을 지켜보기도 하는 반면 시체에 독약을 입혀 처리하거나 사체를 갈라버리는 경우도 있었다. 사체에 칼붙이를 쥐어주어서 사체가 일어나기 시작하면 보커를 한 번 찌를 수 있도록 하는 경우도 있었다 한다.

## 현실 속의 좀비
당연한 이야기지만 이름을 부르는 것만으로 시체가 다시 되살아날 리도 없거니와, 농민들의 입에서 입으로 전해진 얘기에 지나지 않는다. 하지만 부두교를 믿고 있는 아이티 등 사이에서는 아직까지도「시장에서 좀비를 봤다」는 식으로 전해지는 얘기들이 많다. 또한 지적, 정신적 장애인이 가끔 시체와 닮았다는 이유 때문에 좀비로 취급된 경우도 있었다고 한다.
앞서 말한 좀비파우더의 기원은 나이지리아의 소수민족인 에페크인과 카라발인에게서 유래한 것이라고도 한다. 서아프리카 사회에선 전통적인 형법으로서 이 독이 사용되고 있어, 이것이 노예들로 인해 서인도제도로 흘러들어갔다. 좀비 파우더엔 테트로드톡신이 함유되어 있다고 하지만, 실제 좀비파우더에 사용된 것은 독을 가진 복어가 아닌 하리센본이었다. 또한 좀비파우더의 사용법은 몸에 도포하는 것이기 때문에, 테트로드톡신이 가사상태를 만든다는 가설엔 무리가 있다는 지적도 있다.
『좀비화』는 미움을 받는 사람이나 죄를 지은 자에 대해 제제를 가하기 위한 행위였다. 또한 형벌이라는 측면에서 생각해본다면, 생물학적인 죽음이 아니라 공동체에 의한 보호나 권리를 빼앗기는 사회적 죽음을 암시한 건 아닐까 하는 설도 있다.

## 대중문화 속의 좀비
좀비는 전염병과 생물병기 등으로 인해 파멸된 존재로 픽션 속에서도 여러 차례 등장했다. 서두에서 얘기했듯이 좀비는 호러와 판타지 작품에 자주 등장한다. 작품 속에서는 본래의 「지칠 줄 모르는 노동력」을 가진 존재로 그려지는 게 아니라, 「인간을 적대시하는 몬스터」처럼 묘사되는 경우가 많다. 완전한 생각을 갖고 있지 않고, 타인에게 조종되거나 생전의 생물적인 본능과 반사행동에 의하여 움직이는 것이 많지만, 작품에 따라서는 육체적으로 점차 썩어가면서도 자아를 잃지 않고 자유활동을 하는 예도 있다.
이런 좀비의 틀을 결정지은 건 1968년 조지 A. 로메로의 미국영화 살아있는 시체들의 밤(Night of the Living Dead)이었다. 이 작품에서 로메로는 부두교 좀비에 흡혈귀의 특징을 가미시켜, 새로운 공포의 대상인 ‘살아있는 시체’를 만들어냈다. 뒤에 나온 좀비는 거의가 이 "로메로 좀비"의 영향하에 있다 해도 과언이 아닐 것이다. 로메로가 만든 같은 종류의 두 번째 작품인 시체들의 새벽(1978, 원제: Dawn of the Dead)는 특히 유명한 작품으로, 이 영화로 인해「좀비」라는 말이 세간에 보급되었다.
SF 작품에서도 화학약품 등의 영향으로 좀비가 됐다는 설정은 이전부터 존재했지만, 근래엔 주술이나 마법적인 수법이 아니고, 화학실험과 특수한 바이러스 감염, 또는 기생충에 의해 좀비가 되었다는 식의 설정이 주를 이룬다. 의사 과학을 도입하는 데 대한 공포의 근원을 더욱 실감하도록 리얼리티를 표현하려는 목적에서였을 것이다. 그런 작품에서는 전염병 형태로 피해가 확대되는 패닉물의 양상을 띠는 경우도 많다.
일부에서는 이들 좀비를 부두교 좀비와 구별하기 위해, 로메로 영화에서 따온 '살아있는 시체'(Living Dead)로 분류하고 호칭하고 있다. 이 분류에는 인간 이외의 좀비도 존재하고, 썩어가는 육체를 가진 동물이 인간을 습격하는 등의 묘사도 등장한다. 작품에 따라 세부적인 사항은 달라지기도 한다. 전반적인 좀비의 특징에 따르면, 그다지 복잡한 행동을 할 수 없으며, 동작도 느릿느릿하다는 점을 들 수 있다. (다만, 최근의 영화에서는 인간을 달리기로 따라잡는 좀비도 등장하고 있다) 그리고 경우에 따라 머리부분과 등뼈를 파괴당하거나, 불태워지면 활동을 정지한다는 약점도 설정되어 있다. 또한 좀비에게 받은 상처를 통하여 무언가가 감염되어 부상자가 좀비로 변한다는 설정도 많이 사용되고 있다.
마이클 잭슨의 유명한 MV 『Thriller』에선 마이클이 지휘하는 좀비 댄스팀이 춤을 추는 장면도 있다.

### 영화
영화에서 ‘좀비’라는 호러 캐릭터를 만들어 낸 사람은 조지 A. 로메로이다. 한국에서는 강범구 감독이 최초로 괴시를 제작, 극장에서 개봉하였다.
- 살아있는 시체들의 밤
- 지금 우리 학교는
- 시체들의 새벽 (이블 헌터)
- 시체들의 낮 (죽음의 날)
- 새벽의 저주
- 새벽의 황당한 저주
- 나는 전설이다
- 28일 후
- 28주 후
- 더 호드 (The Horde)
- 더 데이 오브 더 데드 (The Day of the Dead)
- 슬리더 (Slither)
- 좀비랜드 (Zombieland)
- 좀비 스트리퍼스
- 어느날 갑자기 네 번째 이야기 - 죽음의 숲
- 이웃집 좀비
- ZMD: 좀비 오브 매스 디스트럭션 (Zombie of Mass Destruction)
- 랜드 오브 데드
- 레지던트 이블 시리즈 (바이오하자드 시리즈가 원작)
- 웜 바디스
- 멋진 신세계 (인류멸망보고서)
- REC
- 월드워Z
- 좀비크러쉬: 헤이리
- 부산행
- 서울역
- 사무라이 좀비 (Samurai Zombie)
- 아이 엠 어 히어로
- 킹덤
- 반도 (영화)
- 살아있다
- 지금 우리 학교는
- 좀비버스

### 게임
- 마인크래프트의 좀비
- 배틀그라운드 모바일 좀비모드 속에 좀비
- 로블록스좀비 어택 속에 좀비
- 좀비 주식회사
- 좀비고등학교
- 스테이트 오브 서바이벌
- 좀비 레인
- 아크 더 래드 시리즈
- 악마성 드라큘라 시리즈
- 위저드 리 시리즈（「롯팅캅스」「마피즈 고스트」등에 등장.）
- 슈퍼 마리오 RPG（적 캐릭터「피엘」,「에드워드」가 등장한다.）
- 젤다의 전설 시간의 오카리나（적캐릭터「리 데드」가 등장한다.）
- 젤다의 전설 바람의 택트（시간의 오카리나와 같은 모양.）
- 드래곤 퀘스트 시리즈
- 둠
- 데드 라이징
- 「썩은시체」「리빙데드」등이 출현. 이런 적들에게 유효한 (좀비베기)란 기술이 있다.
- 반죠와 카즈이의 대모험 2 （이웃 마을의 왕, 킹징거린이 그란틸다로 인해 좀비가 돼버린다.）
- 파이널 판타지 시리즈（스테이터스가 이상이 있을 때「좀비!」（V에서만）및「좀비」가 있다.）
- 뿌요뿌요 시리즈
- 헤라클레스 영광 ４: 신들의 선물(개조수술로 좀비가 돼버린 소녀가 나와서 동료가 된다.)
- 마계촌 시리즈
- 랜드 오브 데드
- 데이 오브 더 좀비 (랜드 오브 데드의 후속판이 전혀 달라진 게 없지만 스토리만 달라졌다.)
- MOTHER 시리즈
- 여신전생 시리즈, 페르소나 시리즈
- 좀비짱(좀비로 변한 여자학생), 좀비 간호원, 좀비 캅, 오바탈리언（좀비로 변한 아줌마), 오바탈리언의 패러디 등 종류가 다양.
- 메탈 슬러그 3, 4, 디펜스, 어택 (참고로 메탈 슬러그 어택에서는 모덴군 소속 여성 좀비 간호사인 제인 도가 등장했다.)
- 모모타로- 전철 16 홋카이도 대이동 편!（「좀비카드」와「좀비봄비」가 등장하고 있다.）
- 라체트&크랭크 4th（적로봇「로봇좀비」가 등장하고 있다.）
- 와리오랜드 2 도난당한 보물（「좀비」가 던진 것이 머리에 맞으면 와리오가 좀비로 된다.）
- 와리오랜드 3 이상한 오르골 (2탄과 동일)
- 와리오랜드 어드밴스 요키의 보물（좀비는 나오지 않지만, 간혹 적에게 공격당하면 「좀비와리오」가 된다.）
- 콜 오브 듀티 4: 모던 워페어의 멀티플레이에서의 좀비 모드
  - 콜 오브 듀티: 월드 앳 워의 좀비 모드
  - 콜 오브 듀티: 블랙 옵스의 좀비 모드
  - 콜 오브 듀티:블랙 옵스 2의 좀비 모드
- 카운터-스트라이크: 온라인의 노멀타입좀비, 라이트좀비(소녀좀비), 헤비좀비, 사이코좀비, 부두좀비
- 레프트 4 데드
  - 레프트 4 데드 2
- 바이오하자드 시리즈
- S.T.A.L.K.E.R. 시리즈(뇌가 정신파 분출이나 두뇌 소거기에 의해 파괴되었으며 총기류는 사용할 수 있는 좀비화 스토커와 MOD를 통해 등장하는 일반 좀비가 등장한다)
- 더 워킹 데드
  - 더 워킹 데드: 시즌 2
- 데드 아일랜드
- 크레이지 아케이드
- 메이플스토리 폐광 등 여러 지역
- 갱스터 리오 (미션에 있다.)
- S.O.S:스테이트 오브 서바이벌
- 언데드킹

픽셀건

#### 보드 게임
- 데드 오브 윈터
- 좀비사이드
- 좀비키즈: 학교를 지켜라

픽셀건:픽셀건의좀비스킨,좀비

### 만화・애니메이션
- 마계 좀베
- 미드나이트 호러스쿨（좀비 남자아이「조비」가 등장한다.)
- 좀비의 하느님
- 산카레아 (좀비아가씨)
- 학원묵시록 HIGHSCHOOL OF THE DEAD
- 도로헤도로
- 좀비 론
- 요로즈야베가스（상태이상의 일종으로「좀비화」가 등장한다.)
- 이것은 좀비입니까? (애니메이션으로 방영)
- 당신의 모든 순간 (강풀作. DAUM웹툰으로 연재)
- 리빙데드! (주인공의 짝사랑이 죽어서 좀비가 되어 펼쳐나가는 일상의 개그만화)
- 데드 데이즈(DEAD DAYS) (DEY作. NAVER웹툰으로 연재)
- 지금 우리 학교는 (주동근作. NAVER웹툰으로 연재)
- 학교 생활!
- 신비아파트(신비아파트: 고스트볼Z: 어둠의 퇴마사)11화 좀비
- 조조조 좀비군

### 특촬물
- 가면 라이더 (스카이 라이더)（괴인 좀비더）
- 울트라맨 티거（좀비 괴수 시리즈）
- 울트라맨 다이나（유령선괴수 좀바이유, 좀비 괴인 실백성인）
- 마법전대 마지렌져（적 전투원「조빌」은 좀비를 모티브로 하고 있다.）

### 소설・라이트 노벨
- 세계의 중심 하리야마상
- 불사판매 주식회사
- 나는 전설이다 (뱀파이어가 등장하지만 로메로 좀비의 모태가 되었다.)
- 좀비 버스터 (판타지소설, 좀비들이 거의 모든 부분에서 등장한다.)
- 셀
- 세계 대전 Z
- 하루하루가 세상의 종말
- 오만과 편견, 그리고 좀비
- 대학로 좀비 습격사건
- 섬, 그리고 좀비 (황금가지출판사 주최 ZA문학공모전 수상작 모음집)
- 이것은 좀비입니까? 시리즈
- 퇴마록 시리즈 세계편 - 비어있는 관

### 그 밖에
- 뮤직 비디오『스릴러』（마이클 잭슨)
- 영국 드라마 '데드 셋(Dead Set)'
- 미국 드라마 '워킹 데드(Walking Dead)'
- 한국 개승자 김준호팀의 좀비 유니버스 좀비개그(사람이 좀비를 흉내 냄)
- 광고 천재 이제석이 일본 총리 아베를 규탄하기 위해 피투성이 채 일장기를 뜯어먹는 이른바 '좀비 아베'광고를 제작해서 일본 전역에 배포할 예정.

## 사회에 미친 영향
원래 서아프리카의 부두족이 숭배하는 뱀의 신에서 유래된 말 '좀비'는 현대 사회에서 '좀비족'이라는 용어가 만들어진 계기가 되었다. 좀비족은 주체성이 없이 로봇처럼 행동하는 사람을 가리킨다. 현대의 관료화된 사회조직에서 요령과 처세술만 일찍 터득하여 무사안일주의로 살아가는 대다수의 화이트칼라들을 꼬집는 말로 사용되고 있다. 최근에는 대기업의 관료화 현상에 비유되고 있는 경영 용어로 사용되기도 한다.

## 같이 보기
- 언데드